# Existens maximum
Existens-maximum är Hansson de Wolfe Uniteds andra studioalbum från 1981.
Arrangerad och producerad av Lorne de Wolfe och Dick Hansson. Inspelad i Bastun, Stockholm 1980-81. Tekniker: Håkan Wollgård, Peter Olsson, Bo Anders Larsson. Mixad i Bastun av Peter Olsson.
- Lorne de Wolfe - Text & musik, sång, elpiano, Prophet5 (spår 3), orgel
- Dick Hansson - Text, slagverk, bakgr.sång
- Claes Palmkvist - Gitarr
- Ingrid Munthe - Medtextförfattare till spår 5
- Jonas Isacsson - Elgitarr
- Ola Brunkert - Trummor
- Janne Bergman - Bas
- Anneli Södergren - Bakgr.sång
- Ulf Andersson - Saxofon
- Anders Neglin - Prophet5 (spår 6 och 9)

## Spår
1. Din inre barometer (4:43)
2. Min diamant (3:14)
3. Existens-maximum (5:12)
4. Så trösterik (3:57)
5. Beautiful liar (Med din lugnande lögn) (3:01)
6. Var kommer barnen in (5:35)
7. Jag söker efter medlemskap (3:59)
8. Auf wiedersehen (4:29)
9. Ensam med dej vid ett fönsterbord (5:10)